# Vietnamesische Schrift
Das Vietnamesische Alphabet oder Chữ Quốc Ngữ (Hán Nôm 𡦂國語 ‚Schrift der Landessprache'‘) ist seit 1945 offizielle Staats- und Verkehrsschrift Vietnams. Die vietnamesische Sprache (vietn.: tiếng Việt, Hán Nôm: 㗂越) ist eine tonale Sprache, die im Unterschied zum Hochchinesisch sechs Töne kennt (ähnlich wie in der kantonesischen Sprache auch mit sechs (neun) Tönen). Deren genaue und lesbare Darstellung ist schwierig. Chữ Quốc Ngữ ist eine phonetische Schrift (Lautschrift), aus deren Schreibweise sich die Aussprache sehr exakt ableiten lässt.
Quốc Ngữ (國語 ‚Landessprache‘) ist neben Việt Ngữ (越語) eine archaische Bezeichnung für die im heutigen Sprachgebrauch als tiếng Việt (㗂越) bezeichnete vietnamesische Sprache. Chữ (𡦂) bedeutet „Schrift(zeichen)“. Chữ Quốc Ngữ (𡦂國語) heißt somit wörtl. „Schrift der Landessprache“.
Chữ Quốc Ngữ wurde ab Mitte des 17. Jahrhunderts als lateinisches Alphabet mit Sonderzeichen und Diakritika zur tonalen Kennzeichnung entwickelt und mehrfach überarbeitet und vereinheitlicht. Sie ist eine der ältesten verbreiteten Schriften zur Notation einer tonalen Sprache, die auf dem lateinischen Alphabet basieren. Insgesamt kennt das moderne Chữ Quốc Ngữ neben lateinischen Buchstaben 134 Kombinationen aus Grundbuchstaben und diakritischen Zeichen, die der Schrift ihr typisches Erscheinungsbild geben. Silben werden stets – auch in mehrsilbigen Wörtern – separat geschrieben; Bindestriche werden nur in fremdsprachigen Wörtern genutzt. Da die Schrift nicht streng standardisiert ist, kommen in Fällen, bei denen es keine Doppeldeutigkeiten in der Aussprache gibt, uneinheitliche Schreibweisen vor.
Für die Sprachen der Minderheiten-Völker in Vietnam existieren teils eigene Schriften, so die Tai-Viet-Schrift für die Sprachen der Tai Dam und Tai Dón.

## Geschichte

Schriftzeichen für chữ Hán, chữ Nho, Hán tự und Hán Nôm

Die vietnamesische Sprache wurde bzw. wird in drei Schriftsystemen geschrieben:
- das Schriftsystem chữ Nho (𡨸儒) für den chinesischen und den sino-vietnamesischen Wortschatz mit den chinesischen Schriftzeichen chữ Hán (𡦂漢, auch: Hán tự, 漢字)
- das Schriftsystem Hán Nôm (漢喃) mit den Hán tự / chữ Hán-Zeichen sowie den auf chinesischen Schriftzeichen aufbauenden chữ Nôm (𡦂喃, auch: Quốc âm, 國音) für das vietnamesische Vokabular
- chữ Quốc Ngữ (𡦂國語), eine lateinische Schrift mit diakritischen Zeichen, das aktuelle Schriftsystem in Vietnam

Ob die Vietnamesen bereits vor dem Kontakt mit der chinesischen Kultur eine eigene Schrift hatten, konnte die Archäologie noch nicht klären.

### Chữ Nho und Hán Tự
Die vietnamesische Sprache wurde, ähnlich wie die koreanische und die japanische Sprache, stark von der chinesischen Sprache beeinflusst. Während der tausendjährigen chinesischen Fremdherrschaft (111 v. Chr. bis 938) war Chinesisch Amts- und Bildungssprache. Die Chinesen brachten mit ihrer Sprache ihre Literatur, Philosophie und Geschichte mit nach Vietnam, vor allem aber für die konfuzianistische Beamtenprüfungen zum Mandarinat, so die Bezeichnung für Zivilbeamte der Staatsverwaltung, waren profunde Kenntnisse der chinesischen Sprache und Schrift unerlässlich. Dies führte zur Übernahme zahlreicher chinesischer Lehnwörter in die vietnamesische Sprache. Das logografische Schriftsystem des klassischen Chinesisch wird vietnamesisch chữ Nho genannt (𡨸儒, Aussprache: cɨ̌ ɲɔ), wörtlich: Schrift der konfuzianischen Gelehrten. Es unterscheidet sich vom Chinesischen vor allem in der Aussprache. Lange war chữ Nho die einzig verfügbare Möglichkeit, die vietnamesische Sprache zu schreiben, eine Kunst, die nahezu ausschließlich vietnamesische Eliten mit chinesischer Ausbildung beherrschten. Scharf getrennt von dieser Bildungsliteratur wurde die volkstümliche Literatur mit ihren Fabeln, Humoresken, Volksliedern und Sprichwörtern ausschließlich mündlich überliefert.
Hán tự (漢字, Aussprache: hǎːn tɨ̂ˀ), auch chữ Hán (𡦂漢,wörtlich: Schrift der Hán), ist der vietnamesische Begriff für die chinesischen Schriftzeichen in chữ Nho und im daraus entwickelten vietnamisierten Schriftsystem Hán Nôm (漢喃). Sie dienten der Niederschrift des klassischen chinesischen und des sino-vietnamesisch Hán Việt-Vokabulars (漢越) in der vietnamesischen Sprache, im Gegensatz zu den Zeichen des chữ Nôm (𡦂喃, auch 𡨸喃, wörtlich: Murmelschrift), mit denen im Hán Nôm der einheimische Wortschatz der vietnamesischen Sprache notiert werden konnte.

### Hán Nôm und Chữ Nôm

Beispielsatz für Hán tự (grün) und Chữ nôm (orange)

Die ersten Zeilen von Truyện Kiều in Chữ Nôm

Nach der vietnamesischen Unabhängigkeit von China 939 und wahrscheinlich zu der Zeit, als sich die sino-vietnamesische Aussprache gefestigt hatte, also frühestens ab dem 11., sicher jedoch ab dem 13. Jahrhundert, begannen vietnamesische Gelehrte, die chinesische Schrift abzuwandeln. Dies begann zunächst mit der Vereinheitlichung der Schreibweise vietnamesischem Wortguts, etwa Eigennamen. Später wurden eigene Zeichen eingeführt, um Wörter, die im Vietnamesischen häufig vorkamen, besser auszudrücken. Es entstand eine eigene vietnamesische Schrift, das chữ Nôm oder einfach Nôm. Da die Zeichen nicht nach Wortherkunft festgelegt wurden, die ja den diversen Autoren, die chữ Nôm entwickelten, unbekannt war, wurde die Schrift für Chinesen letzten Endes unlesbar.
Alte Inschriften in chữ Nôm finden sich auf Glocken in Tempeln und in Stein gehauen. Als ältestes erhaltenes Dokument gilt eine Inschrift aus dem Jahre 1209 auf einem Holz-Träger der Bảo Ân-Pagode (保恩) in Yên Lãng, Provinz Vĩnh Phúc. Strittig ist das Herkunftsjahr 1076 der chữ Nôm-Inschrift auf einer bronzenen Röhre bei der Vân Bản-Pagode (雲岅) in Đồ Sơn (徒山) bei Hải Phòng. Das erste bekannte historische Werk in Nôm ist Đại Việt Sử Ký (大越史記, wörtlich: Die Geschichte von Đại Việt) von Lê Văn Hưu, erschienen 1272. Nguyễn Trãi (1380–1442) schrieb sein Werk Bình Ngô đại cáo noch in chữ Hán, doch Quốc âm thi tập sowie mehr als 200 Gedichten verfasste er in Nôm.
Im 18. Jahrhundert verfassten viele bekannte vietnamesische Autoren ihre Werke in chữ Nôm, so die Dichterin Hồ Xuân Hương (胡春香). Das bekannteste Werk, das hier zu nennen ist, trägt den Kurznamen Truyện Kiều (傳翹, wörtlich: Die Geschichte der Kiều). Dieser Versroman des adeligen Schriftstellers Nguyễn Du (阮攸, 1765–1820) mit dem Originaltitel Đoạn Trường Tân Thanh (斷腸新聲) gehört mit seinen 3254 Versen in der Versform Lục bát zu den Klassikern der vietnamesischen Literatur und gilt als Nationalepos, und ist Standardlesestoff an den Schulen. Es basiert auf der in klassischem Chinesisch geschriebenen Novelle Jin Yun Qiao zhuan (金雲翹傳, vietn. Kim Vân Kiều) von Qingxin Cairen (青心才人, vietn. Thanh Tâm Tài Nhân), die 1875 von Trương Vĩnh Ký in Chữ Quốc Ngữ übertragen wurde. Eine deutsche Übersetzung von Truyện Kiều von 1964 trägt den Titel Das Mädchen Kiêu.
Erst während der Tây-Sơn-Dynastie (1788–1802) wurden alle administrativen Dokumente in Nôm verfasst. 1867 beabsichtigte Nguyễn Trường Tộ (阮長祚) eine Standardisierung von chữ Nôm, doch das neue System Quốc âm Hán tự (國音漢字) wurde von Kaiser Tự Đức (嗣德) zurückgewiesen. Da chữ Nôm bis zu diesem Zeitpunkt nie offiziell standardisiert worden war, existieren teils verschiedene Schriftzeichen für ein vietnamesisches Wort. Autoren in Nôm mussten deshalb immer eine Auswahl treffen, für die sich gewisse Regeln herausgebildet hatten.
Der breiten Nutzung des chữ Nôm in der Bevölkerung stand allerdings seine schwere Erlernbarkeit im Wege, so dass die Schriften chữ Hán und chữ Nôm bis Ende des 19. Jahrhunderts parallel eingesetzt wurden. Nur noch eine geringe Zahl von Gelehrten kann chữ Nôm tatsächlich lesen und schreiben. Auch einige buddhistische Mönche und die Jing oder Gin (京, chinesisch 京族, Pinyin Jīngzú – „Gin-Volk“), die in China lebenden Vietnamesen, beherrschen es in gewissem Umfang. Für die Mehrheit der über 80 Millionen vietnamesisch Sprechenden droht viel von Vietnams geschriebener Geschichte unerreichbar zu werden. Es gibt Bestrebungen der vietnamesischen Regierung und der Nôm Preservation Foundation, Hán Nôm wieder aufleben zu lassen und in das Bildungssystem aufzunehmen.

### Chữ Quốc Ngữ
Den portugiesischen Abenteurern, die 1516 in das Land eindrangen, folgten 1527 dominikanische Missionare. Bald nahmen auch katholische Priester aus Italien, Frankreich und Spanien ihre Missionstätigkeit in Vietnam auf. Um die einheimische Sprache zu lernen, benötigten sie eine Umschrift der vietnamesischen Aussprache in lateinische Buchstaben. Gleichzeitig hofften sie, dass die Kenntnis des lateinischen Alphabetes den Vietnamesen das Erlernen der jeweiligen europäischen Sprache erleichtern würde. Diese Priester hatten teils eine hervorragende linguistische Ausbildung und entwickelten eine Transkriptions-Systematik, die in die Schrift chữ Quốc Ngữ mündete.
Als Pioniere gelten hier Christofora Borri, Francisco de Pina und Francisco de Buzomi, die mit Hilfe von einheimischen Gläubigen und Geistlichen vietnamesische Begriffe, noch uneinheitlich, in das lateinische Alphabet transkribierten. Die Missionare Gaspar d’Amaral (1592–1645), Antoine de Barbosa (1594–1647) und Alexandre de Rhodes (1591 oder 1593–1660) erstellten in der Folge unabhängig voneinander Wörterbücher der vietnamesischen Sprache, D’Amaral das Dictionarium Annamaticum – Lusitanum und Barbosa das Dictionarium Lusitanum – Annamiticum, beide Originale sind verschollen. Nur das Dictionarium Annamiticum Lusitinum et Latinum von Alexandre de Rhodes wurde im Jahre 1651 in Rom zum Druck freigegeben, was allgemein als die Geburtsstunde von Chữ Quốc Ngữ gilt.
Bis in die Mitte des 18. Jahrhunderts wurde Chữ Quốc Ngữ hauptsächlich von katholischen Gläubigen eingesetzt. Währenddessen gewannen französische Jesuiten, die teils aus Japan ausgewiesen worden waren, immer mehr Einfluss in Vietnam, so auch auf die Modernisierungsphase des Chữ Quốc Ngữ, die durch die Arbeit von Pierre-Joseph-Georges Pigneau de Béhaine (vietn. Bá Đa Lộc) eingeleitet wurde. Allerdings verstarb dieser 1799, bevor er sein Lexikon Việt – La Tinh (Dictionarium Annamatica – Latinum) veröffentlichen konnte. Erst 35 Jahre später setzte der Missionar J. L. Tabert in Saigon die Arbeit von Pigneau de Béhaine fort. Das Besondere an dessen Arbeit war, dass er zusammen mit seinen Gläubigen viele bekannte Gedichte und Sprichwörter von chữ Nôm nach Chữ Quốc Ngữ transkribierte. Im Jahre 1838 wurde sein Wörterbuch Nam Việt Dương Hiệp Từ Vựng (Dictionarium Annamatico – Latinum) gedruckt. Durch eine starke Überarbeitung der Schreibweise, den intensiven Einsatz von Zusatzzeichen und eine Vereinheitlichung für deren zahlreiche Nutzungsregeln wurde die Schrift kompakter, eleganter und leichter nutzbar. Unter dem Vorwand, französische Missionare vor antiwestlichen Übergriffen zu schützen, intervenierte Frankreich 1858 in Vietnam und annektierte bis 1885 ganz Indochina. Das Protektorat wurde auch dadurch etabliert, dass bis 1910 chữ Hán und chữ Nôm in höheren Schulen und der Verwaltung durch die französische Sprache und im restlichen Schrifttum durch Chữ Quốc Ngữ ersetzt wurde. 1918 stellte der Kaiserhof in Huế die Literaturprüfung ein, die Voraussetzung für die Beamtenlaufbahn, das Mandarinat, war und die Kenntnis von chữ Hán erforderte.
Die Etablierung von Chữ Quốc Ngữ im kolonialen Bildungswesen neben der französischen Sprache führte erstmals dazu, dass die vietnamesische Elite eine Schriftsprache beherrschte, die auch von der Masse der Bevölkerung erlernt werden sollte. Die jungen Intellektuellen des 20. Jahrhunderts nutzten Chữ Quốc Ngữ zur Verbreitung neuer Ideen, insbesondere zur Formulierung des antikolonialen vietnamesischen Nationalismus und des Kommunismus. Daneben führte die neue Schrift jedoch dazu, dass die alten chinesischen Schriften nicht mehr ohne weiteres gelesen werden können. Ebenso erschwerte Chữ Quốc Ngữ die Kommunikation mit anderen ostasiatischen Völkern, welche ihre chinesischstämmigen Schriften beibehielten. In den Jahren 1933–1945 bemühte sich die literarische Bewegung Tự Lực Văn Đoàn mit ihrer Leitfigur Nhất Linh um ein klares, einfaches Quốc Ngữ ohne chinesische Lehnwörter und initiierte damit eine Modernisierung in der Literatur Vietnams. Im September 1945 riefen die Việt Minh die Demokratische Republik Vietnam aus und machten Chữ Quốc Ngữ, das für die Landbevölkerung leichter zu erlernen war als chữ Nôm, zur offiziellen Staats- und Verkehrsschrift. Die Alphabetisierungsrate stieg von damals 5 % auf um 90 % in jetziger Zeit.

### Beispiel
| Vietnamesisch in Chữ Quốc Ngữ | in Hán Nôm                                                                                | IPA (Hanoi) | Deutsch |
| --- | ----------------------------------------------------------------------------------------- | --- | --- |
| Tất cả mọi người sinh ra đều được tự do và bình đẳng về nhân phẩm và quyền. Mọi con người đều được tạo hoá ban cho lý trí và lương tâm và cần phải đối xử với nhau trong tình bằng hữu. | 𤲃哿每𠊚生𠚢調得自由吧平等𧗱人品吧權. 每𡥵𠊚調得造化班朱理智吧良心吧懃沛對處𠇍𦣗𪚚情朋友. | tɜt̚ kɐː mɔj ŋɨɜj siŋ za ɗew ɗɨɜk̚ tɨɰ zɔ vɐː ɓiŋ ɗɐŋ vej ɲɜn fɜm vɐː kwiːɜn. mɔj kɔn ŋɨɜj ɗeu ɗɨɜk̚ tɐːw hɔɜ ɓɐːn cɔ lij cij vɐː lɨɜŋ tɜm vɐː kɜn fɐːj ɗoj sɨ vɜj ɲɐw cɜwŋ tiŋ ɓɐŋ hɨw. | Alle Menschen sind frei und gleich an Würde und Rechten geboren. Sie sind mit Vernunft und Gewissen begabt und sollen einander im Geist der Brüderlichkeit begegnen. |

(Artikel 1 der Allgemeinen Erklärung der Menschenrechte)

### Thư Pháp – vietnamesische Kalligrafie
Kalligrafie (vietn.: Thư Pháp, 書法), die Kunst des schönen Schreibens, hat in Vietnam eine jüngere Tradition als in China oder Japan. Während die Kalligrafie der Schriftsysteme chữ Hán und chữ Nôm eng an die Chinesische Kalligrafie (vietn.: Thư pháp Á Đông, 書法亞東) angelehnt war, entwickelte sich in den 1930er Jahren unter Einfluss der Dichter-Bewegung Phong trào Thơ Mới eine vietnamesische Form für die Schrift Chữ Quốc Ngữ.
Nachdem das Interesse an Kalligrafie nach 1945 stark zurückgegangen war, entwickelt sich durch Meister wie Lê Xuân Hòa, Trụ Vũ, Nguyễn Thanh Sơn, Song Nguyên, Chính Văn und Nguyễn Đình eine Renaissance von Thư Pháp. In Huế wird beispielsweise vom kommunalen Tempel (Đình) und Mönchen der Pagoden Châu Lâm und Huyền Không ein kleiner Garten der Kalligrafie betrieben. Organisiert haben sich die Liebhaber unter anderem im UNESCO Việt Nam Calligraphy Club.

## Das Vietnamesische Alphabet
Das Alphabet Chữ Quốc Ngữ umfasst die 29 Buchstaben ⟨a⟩, ⟨ă⟩, ⟨â⟩, ⟨b⟩, ⟨c⟩, ⟨d⟩, ⟨đ⟩, ⟨e⟩, ⟨ê⟩, ⟨g⟩, ⟨h⟩, ⟨i⟩, ⟨k⟩, ⟨l⟩, ⟨m⟩, ⟨n⟩, ⟨o⟩, ⟨ô⟩, ⟨ơ⟩, ⟨p⟩, ⟨q⟩, ⟨r⟩, ⟨s⟩, ⟨t⟩, ⟨u⟩, ⟨ư⟩, ⟨v⟩, ⟨x⟩ und ⟨y⟩. Typische Kennzeichen der Schrift sind:
- Der modifizierte Konsonant ⟨đ⟩, der für einen stimmhaften Verschlusslaut (stimmhafter alveolarer Implosiv) steht.
- Die zwei modifizierten Buchstaben ⟨ơ⟩ und ⟨ư⟩ kennzeichnen Vokale, die in westlichen Sprachen unbekannt sind, so genannte Stöhnlaute.
- Neun Diphthonge und ein Triphthong stellen zehn Sprachlaute dar, die phonologisch als Vokale beschrieben werden können, auf die ein Konsonant [j] oder [w] folgt.
- Die Buchstaben ⟨f⟩, ⟨j⟩, ⟨w⟩ und ⟨z⟩ dienen nur der Schreibung fremdsprachiger Wörter.
- Das Diakritikum ⟨ ̆⟩ zur Bezeichnung der Kürze der Aussprache von [a].
- Das Diakritikum ⟨ ̂⟩, das die Geschlossenheit von [a], [e] und [o] darstellt.
- Fünf Diakritika, die über oder unter Vokalen die sechs Silben-Töne der vietnamesischen Sprache kennzeichnen.

Da die Vokalbuchstaben ⟨a⟩, ⟨e⟩ und ⟨o⟩ von vornherein das diakritische Zeichen ⟨ ̂⟩ bzw. ⟨ ̆⟩ haben können, sind Vokale mit zwei Diakritika keine Seltenheit.
Eine geschriebene Silbe besteht aus höchstens vier Teilen:
1. einem optionalen Konsonanten am Anfang,
2. einem optionalen Übergangs-Halbvokal,
3. als Silbenkern einem der Vokale a, ă, â, e, ê, i, o, ô, ơ, u, ư und y sowie dem eventuell dazugehörigen Ton-Zeichen, oder einem nicht silbentragenden Halbvokal sowie
4. optional einem der Konsonanten c, ch, m, n, ng, nh, p, oder t als Silbenende.

### Töne

Die sechs Töne der Vietnamesischen Sprache am Beispiel der Silbe „ma“ in den Bedeutungen „Gespenst – Wange / Mutter – aber – Reissetzling – Grab – Pferd“

Die Töne des Vietnamesischen unterscheiden sich in Tonhöhe und -verlauf („Melodie“), Tonlänge, Intensität und Glottalisierung. Sie werden als Thanh oder Dấu („Tonzeichen“) bezeichnet. Nicht jede Silbe existiert in jeder Tonhöhe; einige Silben ergeben nur in einem oder zwei der sechs möglichen Töne Sinn.
Der chinesische Sprachwissenschaftler Yuen Ren Chao (auch: Zhao Yuanren) hat ein praktisches System zur Notierung der Töne von tonalen Sprache entwickelt. Er unterteilt die Tonhöhe in fünf Ebenen, wobei 5 der höchste und 1 der niedrigste Ton ist. Die Tonänderung kann durch eine Verkettung der Zahlen dargestellt werden. Ein gleichmäßig mittlerer Ton würde als /33/ notiert usw. Diese Abfolge von Zahlen wird als Tonform bezeichnet.
| Thanh không oder ngang                     | Thanh sắc [´]                    | Thanh huyền [`]       | Thanh nặng [.]                         | Thanh hỏi [ ̉]                     | Thanh ngã [~]                  |
| ------------------------------------------ | -------------------------------- | --------------------- | -------------------------------------- | --------------------------------- | ------------------------------ |
| Normalton, hoch (od. mittel) und eben (33) | hoch (oder mittel) steigend (35) | tief und fallend (21) | tief, fallend und knarrig (32 oder 31) | (tief) fallend und steigend (313) | unterbrochen und steigend (35) |

### Aussprache der Buchstaben

#### Anlaute
| Konsonant                                           | Aussprache |
| --------------------------------------------------- | --- |
| b-                                                  | ähnlich dem b in Bett. |
| ch-                                                 | wie tsch (hinten im Mund gebildet) |
| d-                                                  | im Norden: wie s in Saat im Süden: wie j in Jung                                                                                               |
| đ-                                                  | ähnlich dem d in du |
| g- (vor harten Vokalen) gh- (vor weichen Vokalen)   | wie das deutsche g, nur weicher |
| gi-                                                 | im Norden: wie s in Saat im Süden: wie englisch „j“ in Jack                                                                                    |
| h-                                                  | ähnlich dem h in holen |
| c- (vor harten Vokalen) k- (vor weichen Vokalen)    | nicht-aspiriertes k, ähnlich g aber härter |
| kh-                                                 | Ach-Laut wie in lachen |
| l-                                                  | ähnlich dem l in laufen |
| m-                                                  | ähnlich dem m in mit |
| n-                                                  | ähnlich dem n in nicht |
| ng- (vor harten Vokalen) ngh- (vor weichen Vokalen) | wie ng in Singen |
| nh-                                                 | wie portugiesisch nh in Piranha oder spanisch ñ (nj)                                                                                           |
| ph-                                                 | wie das deutsche f in Fisch |
| qu-                                                 | nicht aspiriert, wie gu ausgesprochen |
| r-                                                  | im Norden: ähnlich wie s in Singen im Süden: gerolltes r                                                                                       |
| s-                                                  | im Norden: wie s in Biss in der Mitte und in einigen südlichen Dialekten: ungerundeter als das deutsche sch, ähnlich dem englischen sh in show |
| t-                                                  | nicht aspiriertes „t“ |
| th-                                                 | aspiriertes t |
| tr-                                                 | wie in Kutsche (vorne im Mund gebildet) |
| v-                                                  | wie das v in Vase |
| x-                                                  | stimmloses s wie in Sex |

Weiche Vokale: e, ê und i

#### Auslaute
| Konsonant | Aussprache                                                                  |
| --------- | --------------------------------------------------------------------------- |
| -c        | nicht-plosives „k“; wird hinter ô, o und u mit einem angedeuteten p beendet |
| -ch       | weiches, plosives „k“; nur hinter i, ê und a                                |
| -m        | m                                                                           |
| -n        | n                                                                           |
| -ng       | wie ng in Singen; wird hinter ô, o und u mit einem angedeuteten m beendet   |
| -nh       | nasales n, entspricht IPA ɲ; nur hinter i, ê und a, Vokale werden verkürzt  |
| -p        | nicht-plosives p                                                            |
| -t        | nicht-plosives t                                                            |

#### Vokale
| Vokal | Aussprache                                                                |
| ----- | ------------------------------------------------------------------------- |
| a     | offenes und langgezogenes a wie in Bahnhof                                |
| ă     | ähnlich a wie in Ass (kurzes a)                                           |
| â     | im Dt. unbekannt, (kurzes ơ)                                              |
| e     | halboffenes e, ähnlich Wetter (wie ä)                                     |
| ê     | halbgeschlossenes e                                                       |
| i     | ähnlich dem deutschen i (kurzes i)                                        |
| y     | ähnlich dem deutschen i (langes i)                                        |
| o     | offenes o                                                                 |
| ô     | geschlossenes o, wie in Ton                                               |
| ơ     | ähnlich dem u im englischen fur                                           |
| u     | geschlossenes u                                                           |
| ư     | u mit breiten Lippen, im Dt. unbekannt; wie türk. ı, russ. ы und rum. â/î |

### Tabelle des Alphabets
| vietn. Name     | Lautschrift IPA            | Thanh không oder ngang                     | Thanh sắc [´]                    | Thanh huyền [`]       | Thanh hỏi [ ̉]                     | Thanh ngã [~]                  | Thanh nặng [.]                         | Thanh không oder ngang                     | Thanh sắc [´]                    | Thanh huyền [`]       | Thanh hỏi [ ̉]                     | Thanh ngã [~]                  | Thanh nặng [.]                         |
| --------------- | -------------------------- | ------------------------------------------ | -------------------------------- | --------------------- | --------------------------------- | ------------------------------ | -------------------------------------- | ------------------------------------------ | -------------------------------- | --------------------- | --------------------------------- | ------------------------------ | -------------------------------------- |
|                 |                            | Normalton, hoch (od. mittel) und eben (33) | hoch (oder mittel) steigend (35) | tief und fallend (21) | (tief) fallend und steigend (313) | unterbrochen und steigend (35) | tief, fallend und knarrig (32 oder 31) | Normalton, hoch (od. mittel) und eben (33) | hoch (oder mittel) steigend (35) | tief und fallend (21) | (tief) fallend und steigend (313) | unterbrochen und steigend (35) | tief, fallend und knarrig (32 oder 31) |
| a               | aː, einige Dialekte: æ     | A                                          | Á                                | À                     | Ả                                 | Ã                              | Ạ                                      | a                                          | á                                | à                     | ả                                 | ã                              | ạ                                      |
|                 |                            | A                                          | &Aacute;                         | &Agrave;              | &#7842;                           | &Atilde;                       | &#7840;                                | a                                          | &aacute;                         | &agrave;              | &#7843;                           | &atilde;                       | &#7841;                                |
| á               | ɐ                          | Ă                                          | Ắ                                | Ằ                     | Ẳ                                 | Ẵ                              | Ặ                                      | ă                                          | ắ                                | ằ                     | ẳ                                 | ẵ                              | ặ                                      |
|                 |                            | &#258;                                     | &#7854;                          | &#7856;               | &#7858;                           | &#7860;                        | &#7862;                                | &#259;                                     | &#7855;                          | &#7857;               | &#7859;                           | &#7861;                        | &#7863;                                |
| ớ               | ə                          | Â                                          | Ấ                                | Ầ                     | Ẩ                                 | Ẫ                              | Ậ                                      | â                                          | ấ                                | ầ                     | ẩ                                 | ẫ                              | ậ                                      |
|                 |                            | &Acirc;                                    | &#7844;                          | &#7846;               | &#7848;                           | &#7850;                        | &#7852;                                | &acirc;                                    | &#7845;                          | &#7847;               | &#7849;                           | &#7851;                        | &#7853;                                |
| bê, bờ          | ɓ, ʔb                      | B                                          |                                  |                       |                                   |                                |                                        | b                                          |                                  |                       |                                   |                                |                                        |
| xê, cờ          | k                          | C                                          |                                  |                       |                                   |                                |                                        | c                                          |                                  |                       |                                   |                                |                                        |
|                 |                            | CH                                         |                                  |                       |                                   |                                |                                        | ch                                         |                                  |                       |                                   |                                |                                        |
| dê, dờ          | nördlich: z, südlich: j    | D                                          |                                  |                       |                                   |                                |                                        | d                                          |                                  |                       |                                   |                                |                                        |
| đê, đờ          | ɗ, ʔd                      | Đ                                          |                                  |                       |                                   |                                |                                        | đ                                          |                                  |                       |                                   |                                |                                        |
|                 |                            | &#272;                                     |                                  |                       |                                   |                                |                                        | &#273;                                     |                                  |                       |                                   |                                |                                        |
| e               | ɛ                          | E                                          | É                                | È                     | Ẻ                                 | Ẽ                              | Ẹ                                      | e                                          | é                                | è                     | ẻ                                 | ẽ                              | ẹ                                      |
|                 |                            | E                                          | &Eacute;                         | &Egrave;              | &#7866;                           | &#7868;                        | &#7864;                                | e                                          | &eacute;                         | &egrave;              | &#7867;                           | &#7869;                        | &#7865;                                |
| ê               | e                          | Ê                                          | Ế                                | Ề                     | Ể                                 | Ễ                              | Ệ                                      | ê                                          | ế                                | ề                     | ể                                 | ễ                              | ệ                                      |
|                 |                            | &Ecirc;                                    | &#7870;                          | &#7872;               | &#7874;                           | &#7876;                        | &#7878;                                | &ecirc;                                    | &#7871;                          | &#7873;               | &#7875;                           | &#7877;                        | &#7879;                                |
| ép              |                            | (F)                                        |                                  |                       |                                   |                                |                                        | (f)                                        |                                  |                       |                                   |                                |                                        |
| giê, gờ         | ɣ, vor i, ê und e: z       | G                                          |                                  |                       |                                   |                                |                                        | g                                          |                                  |                       |                                   |                                |                                        |
|                 |                            | GH                                         |                                  |                       |                                   |                                |                                        | gh                                         |                                  |                       |                                   |                                |                                        |
|                 |                            | GI                                         |                                  |                       |                                   |                                |                                        | gi                                         |                                  |                       |                                   |                                |                                        |
| hát, hờ         | h                          | H                                          |                                  |                       |                                   |                                |                                        | h                                          |                                  |                       |                                   |                                |                                        |
| i ngắn          | i                          | I                                          | Í                                | Ì                     | Ỉ                                 | Ĩ                              | Ị                                      | i                                          | í                                | ì                     | ỉ                                 | ĩ                              | ị                                      |
|                 |                            | I                                          | &Iacute;                         | &Igrave;              | &#7880;                           | &#296;                         | &#7882;                                | i                                          | &iacute;                         | &igrave;              | &#7881;                           | &#297;                         | &#7883;                                |
| gi              |                            | (J)                                        |                                  |                       |                                   |                                |                                        | (j)                                        |                                  |                       |                                   |                                |                                        |
| ca              | k                          | K                                          |                                  |                       |                                   |                                |                                        | k                                          |                                  |                       |                                   |                                |                                        |
|                 |                            | KH                                         |                                  |                       |                                   |                                |                                        | kh                                         |                                  |                       |                                   |                                |                                        |
| e-lờ            | l                          | L                                          |                                  |                       |                                   |                                |                                        | l                                          |                                  |                       |                                   |                                |                                        |
| em-mờ           | m                          | M                                          |                                  |                       |                                   |                                |                                        | m                                          |                                  |                       |                                   |                                |                                        |
| en-nờ           | n                          | N                                          |                                  |                       |                                   |                                |                                        | n                                          |                                  |                       |                                   |                                |                                        |
|                 |                            | NG                                         |                                  |                       |                                   |                                |                                        | ng                                         |                                  |                       |                                   |                                |                                        |
|                 |                            | NGH                                        |                                  |                       |                                   |                                |                                        | ngh                                        |                                  |                       |                                   |                                |                                        |
|                 |                            | NH                                         |                                  |                       |                                   |                                |                                        | nh                                         |                                  |                       |                                   |                                |                                        |
| o               | ɒ                          | O                                          | Ó                                | Ò                     | Ỏ                                 | Õ                              | Ọ                                      | o                                          | ó                                | ò                     | ỏ                                 | õ                              | ọ                                      |
|                 |                            | O                                          | &Oacute;                         | &Ograve;              | &#7886;                           | &Otilde;                       | &#7884;                                | o                                          | &oacute;                         | &ograve;              | &#7887;                           | &otilde;                       | &#7885;                                |
| ô               | o                          | Ô                                          | Ố                                | Ồ                     | Ổ                                 | Ỗ                              | Ộ                                      | ô                                          | ố                                | ồ                     | ổ                                 | ỗ                              | ộ                                      |
|                 |                            | &Ocirc;                                    | &#7888;                          | &#7890;               | &#7892;                           | &#7894;                        | &#7896;                                | &ocirc;                                    | &#7889;                          | &#7891;               | &#7893;                           | &#7895;                        | &#7897;                                |
| ơ               | ɜː                         | Ơ                                          | Ớ                                | Ờ                     | Ở                                 | Ỡ                              | Ợ                                      | ơ                                          | ớ                                | ờ                     | ở                                 | ỡ                              | ợ                                      |
|                 |                            | &#416;                                     | &#7898;                          | &#7900;               | &#7902;                           | &#7904;                        | &#7906;                                | &#417;                                     | &#7899;                          | &#7901;               | &#7903;                           | &#7905;                        | &#7907;                                |
| pê              | p                          | P                                          |                                  |                       |                                   |                                |                                        | p                                          |                                  |                       |                                   |                                |                                        |
|                 |                            | PH                                         |                                  |                       |                                   |                                |                                        | ph                                         |                                  |                       |                                   |                                |                                        |
| cu, quy         | k                          | Q                                          |                                  |                       |                                   |                                |                                        | q                                          |                                  |                       |                                   |                                |                                        |
| e-rờ            | nördlich: z, südlich: ʐ, ɹ | R                                          |                                  |                       |                                   |                                |                                        | r                                          |                                  |                       |                                   |                                |                                        |
| ét-sì, sờ       | s, Süd und Mitte: ʂ        | S                                          |                                  |                       |                                   |                                |                                        | s                                          |                                  |                       |                                   |                                |                                        |
| tê, tờ          | t                          | T                                          |                                  |                       |                                   |                                |                                        | t                                          |                                  |                       |                                   |                                |                                        |
|                 |                            | TH                                         |                                  |                       |                                   |                                |                                        | th                                         |                                  |                       |                                   |                                |                                        |
|                 |                            | TR                                         |                                  |                       |                                   |                                |                                        | tr                                         |                                  |                       |                                   |                                |                                        |
| u               | u                          | U                                          | Ú                                | Ù                     | Ủ                                 | Ũ                              | Ụ                                      | u                                          | ú                                | ù                     | ủ                                 | ũ                              | ụ                                      |
|                 |                            | U                                          | &Uacute;                         | &Ugrave;              | &#7910;                           | &#360;                         | &#7908;                                | u                                          | &uacute;                         | &ugrave;              | &#7911;                           | &#361;                         | &#7909;                                |
| ư               | ɨ                          | Ư                                          | Ứ                                | Ừ                     | Ử                                 | Ữ                              | Ự                                      | ư                                          | ứ                                | ừ                     | ử                                 | ữ                              | ự                                      |
|                 |                            | &#431;                                     | &#7912;                          | &#7914;               | &#7916;                           | &#7918;                        | &#7920;                                | &#432;                                     | &#7913;                          | &#7915;               | &#7917;                           | &#7919;                        | &#7921;                                |
| vê, vờ          | v, südlich: j              | V                                          |                                  |                       |                                   |                                |                                        | v                                          |                                  |                       |                                   |                                |                                        |
| vê kép, vê-đúp  |                            | (W)                                        |                                  |                       |                                   |                                |                                        | (w)                                        |                                  |                       |                                   |                                |                                        |
| ích-xì          | s                          | X                                          |                                  |                       |                                   |                                |                                        | x                                          |                                  |                       |                                   |                                |                                        |
| i dài, i-cờ-rét | als Vokal: i               | Y                                          | Ý                                | Ỳ                     | Ỷ                                 | Ỹ                              | Ỵ                                      | y                                          | ý                                | ỳ                     | ỷ                                 | ỹ                              | ỵ                                      |
|                 |                            | Y                                          | &Yacute;                         | &#7922;               | &#7926;                           | &#7928;                        | &#7924;                                | y                                          | &yacute;                         | &#7923;               | &#7927;                           | &#7929;                        | &#7925;                                |
| dét             |                            | (Z)                                        |                                  |                       |                                   |                                |                                        | (z)                                        |                                  |                       |                                   |                                |                                        |

## Klassifizierung und Kodierung
Da anfangs keinerlei Normen zur Eingabe und Darstellung von Chữ Quốc Ngữ am Computer existierten, wurden mehr als 30 Kodierungen von verschiedenen nationalen und internationalen Herstellern entwickelt. Ab 1991 entwarf das vietnamesische Direktorium für Standards und Qualität TCVN (Tiêu chuẩn Việt Nam), eine Behörde des Ministeriums für Wissenschaft und Technologie (MOST), die 8-Bit-Kodierung Vietnamese Standard Code for Information Interchange (VSCII). Diese wurde 1993 in TCVN 5712:1993 als VSCII-1-Standard festgelegt und in TCVN 5712:1999 überarbeitet.
Die drei gebräuchlichsten 8-Bit-Codesets sind VSCII oder TCVN, VISCII und VNCII (VPS). VSCII ist offizieller Standard, aber VISCII am stärksten verbreitet. Da Chữ Quốc Ngữ 134 Kombinationen aus Grundbuchstaben und diakritischen Zeichen kennt und ASCII 128 Zeichen beansprucht, sind bei 256 mit 8 Bit darstellbaren Codepoints sechs überzählig. Alle drei Codesets haben diese sechs Zeichen in den ASCII-Bereich 0–31 für Control-Codes gelegt, VSCII sogar zwölf Zeichen, da es auch den isolierten diakritischen Zeichen Code-Positionen zuweist. Mit TCVN 6909:2001 existiert auch eine 16-Bit-Kodierung für Chữ Quốc Ngữ.
Der universelle Zeichensatz Unicode bietet volle Unterstützung für die vietnamesische Schrift. Allerdings gibt es kein eigenes Segment für Chữ Quốc Ngữ, sondern die Zeichen sind auf die Segmente Basic Latin, Latin-1 Supplement, Latin Extended-A, Latin Extended-B und Latin Extended Additional verteilt. Unicode erlaubt dem Benutzer, zwischen vorkombinierten Zeichen und dem Kombinieren von Grundbuchstaben und diakritischen Zeichen bei der Eingabe auszuwählen. Da in verschiedenen Betriebssystemen frei kombinierbare Zeichen nicht standardgemäß implementiert wurden (siehe Verdana-Font), wird meist die vorkombinierte Variante verwendet.
Eine Auswahl an Codes und Zeichensätzen für Chữ Quốc Ngữ:
- Sprachcode ISO 639–1: vi, ISO 639–2/B: vie
- Schriftcode ISO 15924: nicht klassifiziert, Lateinisches Alphabet: Nr. 215 Latn
- VIQR (Vietnamese Quoted-Readable), 7-Bit-Eingabemethode der Vietnamese Standardization Group, setzt auf ASCII auf, in RFC 1456 beschrieben,[12] 1992
- VNI Encoding, Zeichenkodierung der VNI Software Company,
- VISCII (Vietnamese Standard Code for Information Interchange), 8-Bit-Kodierung der Vietnamese Standardization Group, ISO 8859, in RFC 1456 beschrieben,[12] 1992
- VNCII (VPS), 8-Bit-Zeichenkodierung der Vietnamese Professionals Society, 1993
- VSCII-1 (auch TCVN-1 oder ABC-1), 8-Bit-Kodierung der TCVN, jetzt STAMEQ, in TCVN 5712:1993 beschrieben, 1993
- Windows-Zeichenkodierung: Codepage 1258, 1996
- IBM-Zeichenkodierung: CP 01129, MCCSID 1129, Character set GCSGID 01336, 1997
- VSCII-2 oder TCVN-2, 8-Bit-Kodierung in TCVN 5712:1999 beschrieben, ISO 2022-kompatibel, 1999
- TCVN 6909:2001, 16-Bit-Kodierung, 2001
- Unicode: UTF-8, ein 8-Bit-Transformationsformat (Unicode Transformation Format) des Universal Coded Character Sets, ISO 10646, beschrieben in RFC 3629,[13] aktuell gültig.

| Name    | Einführung | Bit | Codepoints      | darstellbare Zeichen          | Normen              | erster Einsatz               |
| ------- | ---------- | --- | --------------- | ----------------------------- | ------------------- | ---------------------------- |
| ASCII   | 1963       | 7   | 128             | 95                            | ANSI X3.4-1968      | Fernschreiber Teletype ASR33 |
| VISCII  | 1992       | 8   | 122 + 134 = 256 | 95 + 134 = 229                | ISO 8859            | Chữ Quốc Ngữ                 |
| VSCII-1 | 1993       | 8   | 116 + 140 = 256 | 95 + 140 = 235                | TCVN 5712:1993      | Chữ Quốc Ngữ                 |
| VSCII-2 | 1999       | 8   | 256             |                               | ISO 2022-kompatibel | Chữ Quốc Ngữ                 |
| Unicode | 1991       | 21  | 1.114.112       | derzeit 100.000 (Unicode 5.1) | ISO 10646           | Xerox, Apple                 |

Da die meisten Tastaturen keine direkte Eingabe von diakritischen Zeichen erlauben, wurden verschiedene kostenlose Hilfsprogramme entwickelt, die als Tastatur-Treiber agieren. Sie unterstützen die meistverbreiteten Eingabemethoden, einschließlich Telex, VIQR und Varianten sowie die VNI-Eingabemethode.
Im Zuge der Wiederbelebung von Hán nôm sind die Chữ nôm in den letzten Jahren zunehmend digitalisiert und in Unicode codiert worden. Bereits in den 1990ern wurden die 16-Bit-Codesets TCVN 5773:1993 für Chữ Hán und Chữ Nôm sowie TCVN 6056:1995 nur für Chữ Hán vorgelegt. Ab Windows Vista sind die Zeichen in Microsoft Windows enthalten. Mittels bestimmter Eingabeprogramme lassen sich Hán Nôm-Texte in Chữ Quốc Ngữ eintippen.
Siehe auch: Han-Vereinheitlichung, Unicodeblock Vereinheitlichte CJK-Ideogramme, Unicodeblock Vereinheitlichte CJK-Ideogramme, Erweiterung B

## Galerie

Tonhöhe und -dauer eines männlichen Sprechers des Nordvietnamesischen
Vietnamesische Kalligraphie
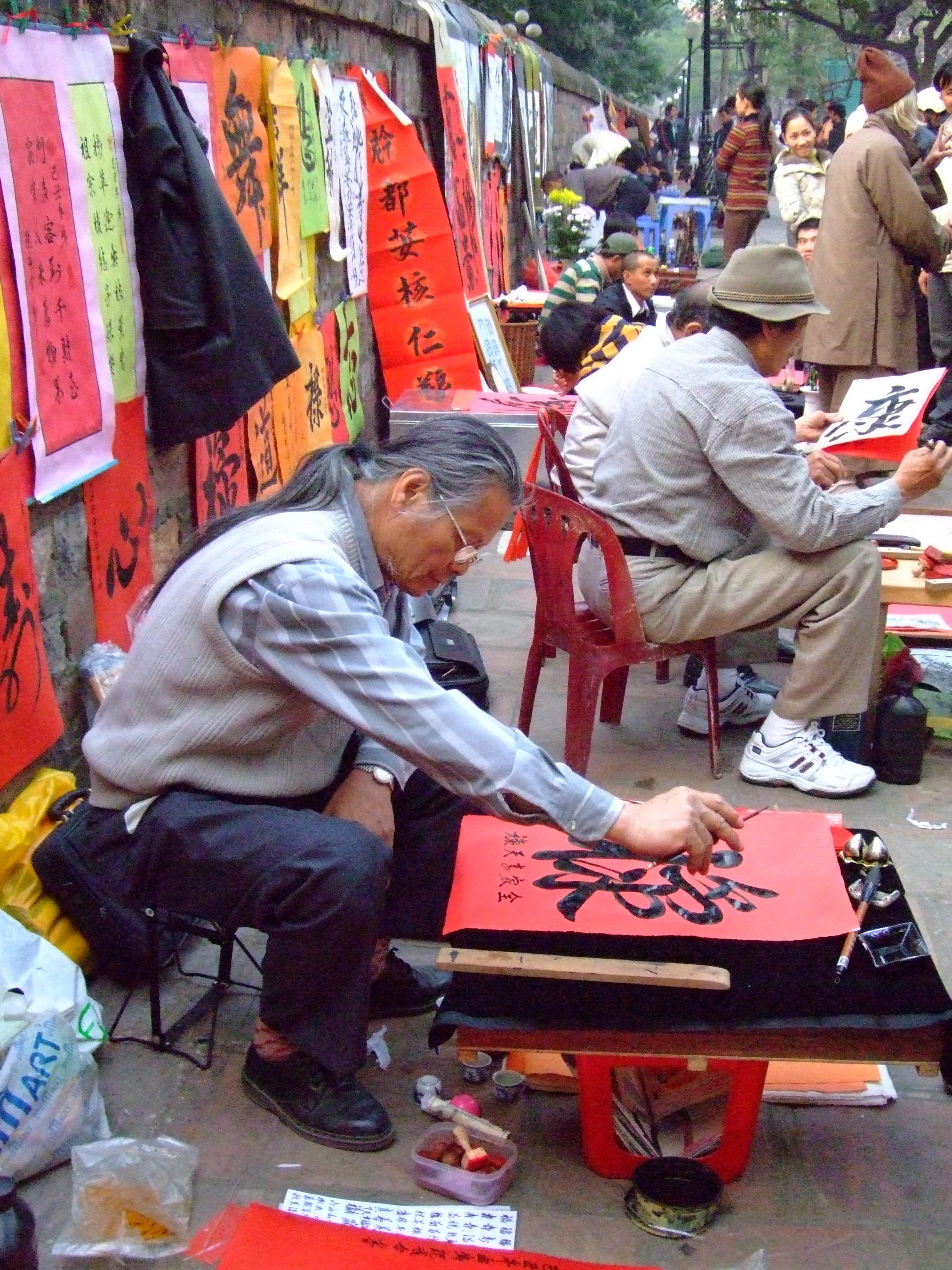
Klassische Kalligraphie zu Tết in Hanoi